# Chiloscyphus tricoratus
Chiloscyphus tricoratus là một loài Rêu trong họ Lophocoleaceae. Loài này được Hässel de Menéndez mô tả khoa học đầu tiên năm 2000.